# Zino Zani
Zino Zani (Imola, 8 maggio 1942 – Imola, 17 giugno 2023) è stato un calciatore e chimico italiano, di ruolo mezzala.

## Biografia
Dopo aver esordito a 17 anni nel Faenza, in IV Serie, militò nella Serie C 1964-1965 con il Carpi distinguendosi tra i migliori del torneo. 
Nel 1965 si trasferì al Modena in Serie B, qui completò anche gli studi universitari intrapresi tre anni prima, conseguendo la laurea in chimica industriale nel1966.
Nel 1967-1968 passò alla Reggina allenata da Tommaso Maestrelli; ed in maglia amaranto disputò 27 gare, segnando una rete, nella Serie B 1967-1968.
Sfumata la possibilità di passare in Serie A al Pisa Sporting Club, si traferì a Livorno e concluse la propria carriera, sempre in cadetteria, collezionando 124 presenze e 8 reti nell'arco di quattro stagioni.
Dopo il ritiro dall'attività calcistica lavorò per quasi vent'anni presso la SNIA Viscosa, un'importante azienda chimica con sede a Milano.